# Marek Abramowicz
Marek Artur Abramowicz född 6 juni 1945, är professor i Astrofysik på Institutionen för fysik vid Göteborgs universitet.
Abramowicz' forskningsverksamhet har främst inriktats på så kallad ackretion och de insamlingsskivor som fenomenet skapar.

## Priser och utmärkelser
- Sixten Heymans pris 2007